# Čtyřpólový magnet

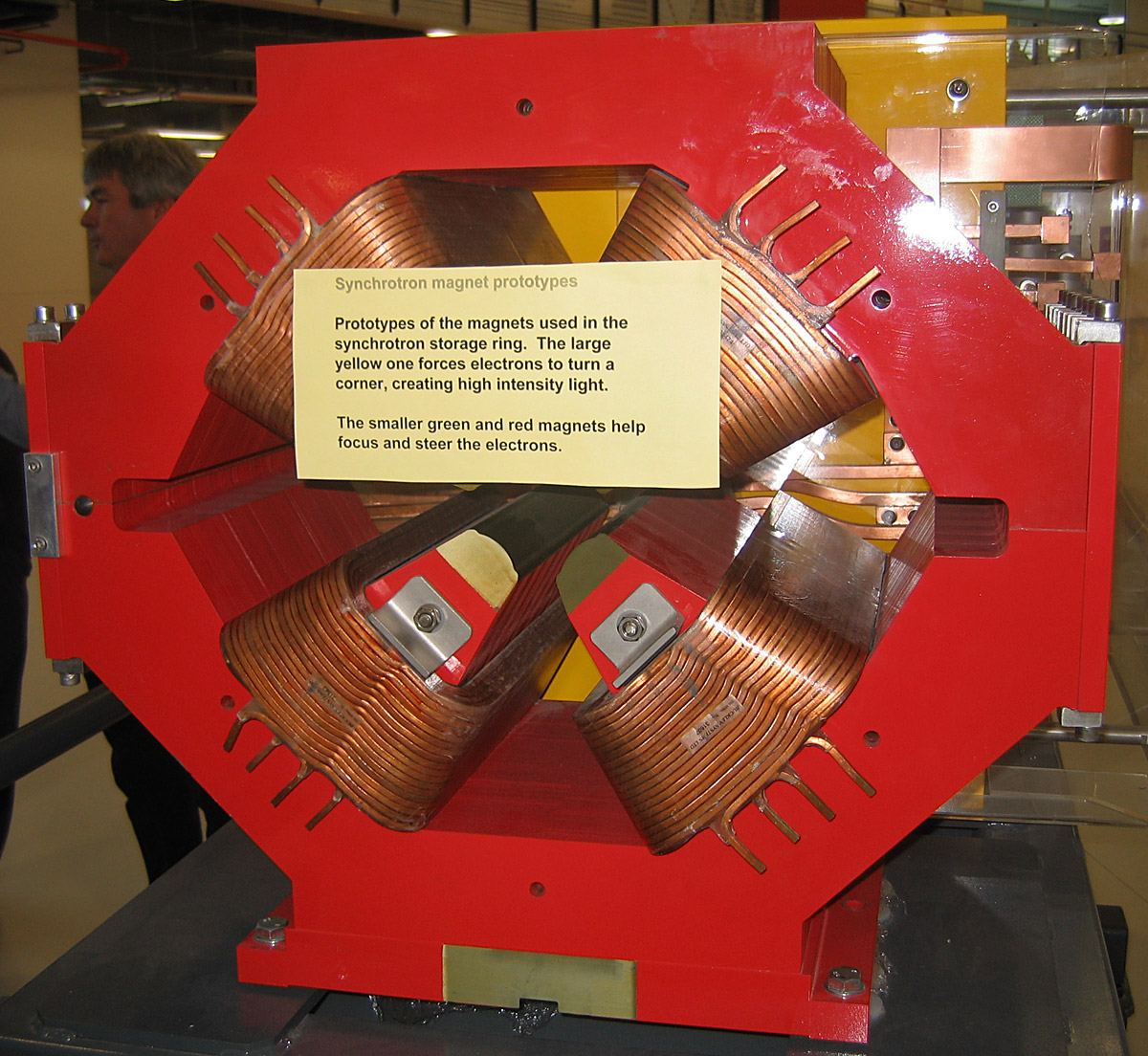

Čtyřpólový magnet je skupina čtyř naprosto stejných magnetů, které spolu navzájem svírají úhel 90°. Čtyřpólové magnety vytvářejí magnetické pole, jehož velikost roste spolu s radiální vzdáleností od své podélné osy. Používá se na zaostřování paprsků částic.